# Marc Bloch
Marc Léopold Benjamin Bloch (Lyon, 6 de julio de 1886 - Saint-Didier-de-Formans, 16 de junio de 1944) fue un historiador francés especializado en la Francia medieval y fundador, junto a Lucien Febvre, de la Escuela de los Annales. Es uno de los intelectuales franceses más destacados de la primera mitad del siglo XX. Durante la Segunda Guerra Mundial se unió a la resistencia francesa, siendo detenido por la Gestapo el 8 de marzo de 1944. Diez días después del desembarco de Normandía fue fusilado junto con otros 29 resistentes. En su obra póstuma La extraña derrota escribió: «Afirmo, pues, si es necesario, frente a un antisemita, que soy judío. [...] Extraño a todo formalismo confesional como a toda solidaridad pretendidamente racial, me he sentido, durante toda mi vida, ante todo y simplemente francés... Muero, como he vivido, un buen francés».

## Biografía
Nacido en el seno de una familia judía de Alsacia, era hijo del profesor de historia antigua Gustav Bloch y de Sarah Ebstein. Estudió en la École Normale Supérieure y la Fundación Thiers en París, así como en Berlín y Leipzig. Fue movilizado a comienzos de la Primera Guerra Mundial con el grado de sargento, sirviendo en la infantería. Alcanzó el grado de capitán y fue condecorado con la orden nacional de la Legión de Honor. 
Tras esta guerra, impartió clases en la Universidad de Estrasburgo y, posteriormente, a partir de 1936 sucedió a Henri Hauser como profesor de historia económica en la Sorbona. 
En 1929 fundó, junto con Lucien Febvre, la célebre publicación Annales d'histoire économique et sociale (llamada desde 1945 Annales. Économies, Sociétés, Civilisations), nombre utilizado para designar la nueva corriente historiográfica encarnada por Bloch y Febvre, que será conocida como Escuela de los Annales. 
Tuvo gran influencia en el campo de la historiografía a través de los Annales y de su manuscrito inacabado Apologie pour l'histoire ou Métier d'historien (editado por su amigo Lucien Febvre, que fue traducido como Introducción a la historia, o Apología para la Historia), en el que estaba trabajando cuando fue asesinado por los nazis. El libro es uno de los más notables de la historiografía del siglo XX y plantea una Nueva historia —fundamentada en lo social, lo económico y lo psicológico— con una nueva forma de acercarse a las fuentes, en contraposición de lo hecho por su maestro Charles Seignobos. 
En octubre de 1940, el gobierno de Vichy, en aplicación de las leyes racistas, le excluyó de la función pública por sus orígenes familiares. Murió fusilado, tras ser torturado durante varias horas por la Gestapo, por haber participado en la Resistencia Francesa, el 16 de junio de 1944, en un descampado de Saint-Didier-de-Formans, cerca de Lyon. Sus últimas palabras fueron: "Vive la France". 
En esos años postreros, había escrito dos textos fundamentales: el ya mencionado Introducción a la historia, una reflexión de método que se ha convertido en referencia para los historiadores sociales, y La extraña derrota, sobre el momento de la caída de Francia en manos alemanas, al inicio de la Segunda Guerra Mundial.
Una de las ramas en que la Universidad de Estrasburgo fue distribuida tras mayo del 68, la Universidad de Ciencias Humanas de Estrasburgo, pasó a llamarse en 1998 Universidad Marc Bloch, en su honor.

## Obras principales de Marc Bloch
- Los reyes taumaturgos, 1924.
- Los caracteres originales de la historia rural francesa, 1931.
- La sociedad feudal, 1939-1940 (colección La Evolución de la Humanidad, volúmenes 52 y 53), en 2 tomos: La formación de los vínculos de dependencia y Las clases y los gobiernos de los hombres
- La extraña derrota, escrito en 1940 y publicado en 1946.
- Introducción a la Historia (original en francés Apologie pour l'histoire ou métier d'historien), escrito en 1941 y publicado en 1949.
- "La construcción de la ciencia histórica".

## Otras obras del autor
- Les formes de la ruptura de l’hommage dans l’ancien droit féodale, escrito en 1912 y presentado (con algunos agregados) como tesis doctoral complementaria en 1920.
- Souvenirs de guerre, 1914-1915.
- Rois et serfs: Un chapitre d'histoire capétienne, tesis doctoral principal presentada en 1920.
- Esquisse d 'une histoire monétaire de l'Europe, 1954.
- La France sous les derniers Capétiens, 1958.
- Seigneurie française et manoir anglaise, 1960.
- Mélanges historiques, 1963.

## Obras sobre Marc Bloch
- Aguirre Rojas, Carlos Antonio. "El itinerario intelectual de Marc Bloch y el compromiso con su propio presente".

- Aguirre Rojas, Carlos Antonio. "Marc Bloch: In Memoriam".

- Dumoulin, Oliver (2003). Marc Bloch, o el compromiso del historiador. Universidad de Granada.

- Fink, Carole (2004). Marc Bloch: una vida para la historia. Universidad de Valencia. ISBN 978-84-370-5934-1.

- González García, Francisco Javier (1999). Historia e historiadores. Akal. ISBN 978-84-460-1037-1.

- Mastrogregori, Massimo (1998). El manuscrito interrumpido de Marc Bloch. Apología para la historia o el oficio del historiador. Fondo de Cultura Económica. ISBN 968-16-5302-5.

- López R., G. Alberto (2006). Descubriendo las huellas de Marc Bloch. Un aceramiento a la vida y obra de un pensador de la Historia. Shekina News Media.

- Pérez Brignoli, Héctor (1976). Perspectivas de la historiografía contemporánea. SepSetentas. ISBN 978-84-338-2963-4.

## Literatura
- Carole Fink. Marc Bloch. A Life in History. Cambridge University Press, Cambridge 1989, ISBN 0-521-37300-X
- Ulrich Raulff. Ein Historiker im 20. Jahrhundert: Marc Bloch. S. Fischer, Frankfurt am Main 1995, ISBN 3-10-062909-4
- Peter Schöttler (ed.) Marc Bloch. Historiker und Widerstandskämpfer. Campus, Frankfurt am Main/New York 1999, ISBN 3-5933-6333-X
- Peter Schöttler. Marc Bloch. In: Lutz Raphael (ed.) Von Edward Gibbon bis Marc Bloch. Beck, Múnich 2006, ISBN 3-406-54118-6 (Klassiker der Geschichtswissenschaft 1)
- Peter Schöttler, Hans-Jörg Rheinberger (eds.) Marc Bloch et les crises du savoir. Berlín 2011 (MPI für Wissenschaftsgeschichte, preprint 418). http://www.mpiwg-berlin.mpg.de/Preprints/P418.PDF